# 2,5-Dimetoxibenzaldeído
2,5-Dimetoxibenzaldeído é um composto orgânico derivado do benzaldeído. É utilizado na produção de 2,5-dimetoxifenetilamina, também conhecida como 2C-H. Por sua vez, o 2C-H é usado para sintetizar outras fenetilaminas substituídas, como 2C-B, 2C-I e 2C-C.